# FIPS 140-2
La publicació 140-2 de la Norma Federal de Processament d'Informació (FIPS PUB 140-2), és un estàndard de seguretat informàtica del govern dels Estats Units que s'utilitza per aprovar mòduls criptogràfics. El títol és Requisits de seguretat per a mòduls criptogràfics. La publicació inicial va ser el 25 de maig de 2001 i la darrera actualització va ser el 3 de desembre de 2002.
El seu successor, FIPS 140-3, va ser aprovat el 22 de març de 2019 i va entrar en vigor el 22 de setembre de 2019.  Les proves de la norma FIPS 140-3 van començar el 22 de setembre de 2020 i els primers certificats de validació de la norma FIPS 140-3 es van emetre el desembre de 2022. Les proves FIPS 140-2 encara estaven disponibles fins al 21 de setembre de 2021 (posteriorment es van canviar per a les aplicacions ja en curs fins a l'1 d'abril del 2022), creant un període de transició superposat de més d'un any. Els informes de prova FIPS 140-2 que romanguin a la cua CMVP encara rebran validacions després d'aquesta data, però totes les validacions FIPS 140-2 es traslladaran a la Llista Històrica el 21 de setembre de 2026 independentment de la seva data de validació final real.

## Propòsit

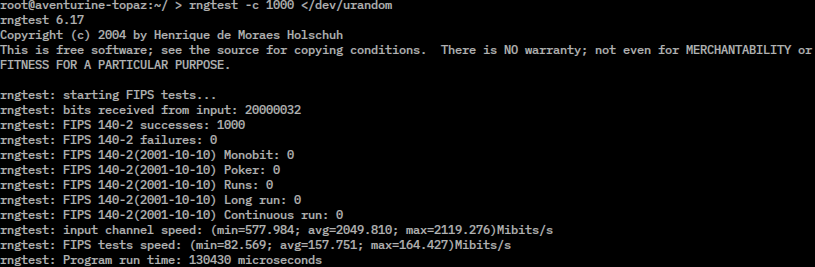
Resultat de la prova d'aleatorietat d'una prova d'aleatorietat utilitzant FIPS 140-2

L'Institut Nacional d'Estàndards i Tecnologia (NIST) va publicar la sèrie de publicacions FIPS 140 per coordinar els requisits i estàndards per als mòduls de criptografia que inclouen components de maquinari i programari. La protecció d'un mòdul criptogràfic dins d'un sistema de seguretat és necessària per mantenir la confidencialitat i la integritat de la informació protegida pel mòdul. Aquest estàndard especifica els requisits de seguretat que ha de complir un mòdul criptogràfic. L'estàndard proporciona quatre nivells qualitatius de seguretat creixents destinats a cobrir una àmplia gamma d'aplicacions i entorns potencials. Els requisits de seguretat cobreixen àrees relacionades amb el disseny i la implementació segurs d'un mòdul criptogràfic. Aquestes àrees inclouen l'especificació de mòduls criptogràfics; ports i interfícies de mòduls criptogràfics; rols, serveis i autenticació; model d'estat finit; seguretat física; entorn operatiu; gestió de claus criptogràfiques; interferències electromagnètiques/compatibilitat electromagnètica (EMI/EMC); autoproves; garantia de disseny; i mitigació d'altres atacs.
Les agències i els departaments federals poden validar que el mòdul en ús està cobert per un certificat FIPS 140-1 o FIPS 140-2 existent que especifica el nom exacte del mòdul, el maquinari, el programari, el firmware i/o els números de versió de l'applet. Els mòduls criptogràfics són produïts pel sector privat o per comunitats de codi obert per al seu ús pel govern dels Estats Units i altres indústries regulades (com ara institucions financeres i sanitàries) que recopilen, emmagatzemen, transfereixen, comparteixen i difonen informació sensible però no classificada (SBU). Un mòdul criptogràfic comercial també es coneix comunament com a mòdul de seguretat de maquinari (HSM).

## Nivells de seguretat
La norma FIPS 140-2 defineix quatre nivells de seguretat, anomenats simplement del "Nivell 1" al "Nivell 4". No especifica en detall quin nivell de seguretat requereix cada aplicació en particular.

### Nivell 1
El nivell de seguretat 1 proporciona el nivell de seguretat més baix. S'especifiquen requisits bàsics de seguretat per a un mòdul criptogràfic (per exemple, s'ha d'utilitzar com a mínim un algorisme aprovat o una funció de seguretat aprovada). No es requereixen mecanismes de seguretat física específics en un mòdul criptogràfic de nivell de seguretat 1 més enllà del requisit bàsic per als components de producció. Un exemple de mòdul criptogràfic de nivell de seguretat 1 és una placa de xifratge d'ordinador personal (PC).

### Nivell 2
El Nivell de Seguretat 2 millora els mecanismes de seguretat física d'un mòdul criptogràfic de Nivell de Seguretat 1 en exigir característiques que mostrin evidència de manipulació, incloent-hi recobriments o segells a prova de manipulacions que s'han de trencar per obtenir accés físic a les claus criptogràfiques de text clar i als paràmetres de seguretat crítics (CSP) dins del mòdul, o panys resistents a les ganivetades a les cobertes o portes per protegir contra l'accés físic no autoritzat.

### Nivell 3
A més dels mecanismes de seguretat física a prova de manipulacions requerits al Nivell de Seguretat 2, el Nivell de Seguretat 3 intenta evitar que l'intrús accedeixi als CSP que es troben dins del mòdul criptogràfic. Els mecanismes de seguretat física requerits al Nivell de Seguretat 3 tenen una alta probabilitat de detectar i respondre als intents d'accés físic, ús o modificació del mòdul criptogràfic. Els mecanismes de seguretat física poden incloure l'ús de tancaments resistents i circuits de detecció/resposta a manipulacions que posin a zero tots els CSP de text clar quan s'obren les cobertes/portes extraïbles del mòdul criptogràfic.

### Nivell 4
El nivell de seguretat 4 proporciona el nivell més alt de seguretat. En aquest nivell de seguretat, els mecanismes de seguretat física proporcionen una protecció completa al voltant del mòdul criptogràfic amb la intenció de detectar i respondre a tots els intents no autoritzats d'accés físic. La penetració de la carcassa del mòdul criptogràfic des de qualsevol direcció té una probabilitat molt alta de ser detectada, cosa que provoca l'eliminació immediata de tots els CSP de text clar.
Els mòduls criptogràfics de nivell de seguretat 4 són útils per al funcionament en entorns físicament desprotegits. El nivell de seguretat 4 també protegeix un mòdul criptogràfic contra un compromís de seguretat a causa de condicions ambientals o fluctuacions fora dels rangs de funcionament normals del mòdul pel que fa al voltatge i la temperatura. Un atacant pot utilitzar excursions intencionades més enllà dels rangs de funcionament normals per frustrar les defenses d'un mòdul criptogràfic. Un mòdul criptogràfic ha d'incloure funcions especials de protecció ambiental dissenyades per detectar fluctuacions i eliminar CSP, o bé sotmetre's a proves rigoroses de fallades ambientals per proporcionar una garantia raonable que el mòdul no es veurà afectat per fluctuacions fora del rang de funcionament normal de manera que pugui comprometre la seguretat del mòdul.

## Programa de validació de mòduls criptogràfics
La FIPS 140-2 estableix el Programa de Validació de Mòduls Criptogràfics (CMVP) com un esforç conjunt del NIST i el Communications Security Establishment (CSE) per al Govern del Canadà.

## Laboratoris que fan les proves
Totes les proves del CMVP les gestionen laboratoris externs que estan acreditats com a laboratoris de proves de mòduls criptogràfics pel Programa Nacional d'Acreditació de Laboratoris Voluntaris (NVLAP). Els proveïdors interessats en proves de validació poden seleccionar qualsevol dels vint-i-un laboratoris acreditats.

## Validació

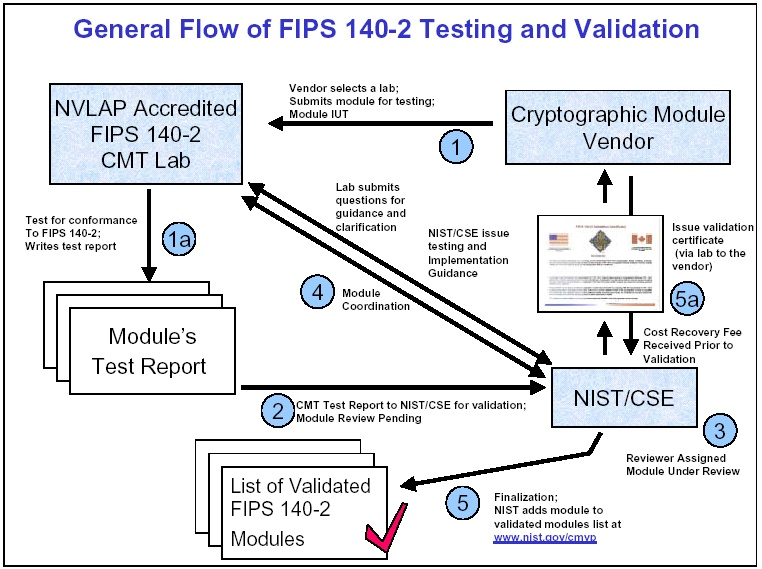
Diagrama de flux del procés de validació per a FIPS 140-2

Es dóna una qualificació global al mòdul criptogràfic, que indica:
1. el mínim de les qualificacions independents rebudes a les àrees amb nivells, i
2. el compliment de tots els requisits en les altres àrees.

En el certificat de validació d'un proveïdor, s'enumeren les qualificacions individuals, així com la qualificació general.
El NIST manté llistes de validació per a tots els seus programes de proves d'estàndards criptogràfics (passats i presents). Totes aquestes llistes s'actualitzen a mesura que els nous mòduls/implementacions reben certificats de validació del NIST i el CSE. Els elements de la llista de validació FIPS 140-1 i FIPS 140-2 fan referència a implementacions d'algoritmes validades que apareixen a les llistes de validació d'algoritmes.